# Душан Свилар
Душан Свилар (Суботица, 19. јун 1990) српски је певач и гласовни глумац.

## Биографија
Душан потиче из породице музичара. По сопственом признању, један од његових певачких узора је Здравко Чолић.
Први јавни наступ имао је 14. фебруара 2007. у градској већници Суботице на фестивалу посвећеном љубави и вину. Извео је песму „Љубав, Богом дана“, аутора Споменке и Корнелија Ковача.
За победника треће сезоне такмичења Звезде Гранда проглашен је на концерту на Ташмајдану 15. септембра 2007. Тријумфовао је испред шест конкурената добивши преко 350.000 од укупних 1.300.000 СМС гласова.
Свилар је марта 2013. са песмом Спас учествовао на такмичењу Беосонг 2013, на коме је у полуфиналу био други са 7.518 СМС гласова. Исту позицију заузео је у финалу, јер 20.298 гласова није било довољно да победи женску поп групу Моје 3.

## Награде и номинације
| Година | Награда                 | Категорија | Рад                   | Исход              | Реф.  |
| ------ | ----------------------- | ---------- | --------------------- | ------------------ | ----- |
| 2013.  | Беосонг                 |            | Спас                  | 2. место           | [ 3 ] |
| 2018.  | Беовизија               |            | „Под крошњом багрема” | 3. место           | [ 4 ] |
| 2022.  | Песма за Евровизију ’22 |            | Само не реци да волиш | Испао у полуфиналу | [ 5 ] |

## Фестивали
- Салаши, 2008
- Дунавски тестамент, 2010
- Шта ти знаш о љубави, 2014

Омладина, Суботица:
- Ти си ми била у свему нај, нај, поводом 50-о годишњице суботичког фестивала младих, 2011

Сунчане скале, Херцег Нови:
- Као тебе, пето место, 2012

Беосонг:
- Спас, друго место, 2013

Златна тамбурица:
- Карловци мили хвала, награда за најбољу интерпретацију, 2013

Пролеће у Београду:
- Зашто си рекла да ме волиш, 2014

Славянский базар, Белорусија:
- Con te partirò, 2016

Беовизија:
- Под крошњом багрема, треће место, 2018

Београдско пролеће:
- Лола (Дечје београдско пролеће), 2019
- Песникова гитара (у спомен на наступ Микија Јевремовића на Београдском пролећу 1972. године), Ноктурно (у спомен на наступ Оливера Драгојевића на Београдском пролећу 1979. године), гост ревијалног дела фестивала, 2024

Тамбурица фест, Нови Сад:
- Сву ноћ под чергом, друга награда за интерпретацију, 2019

Песма за Евровизију '22, Србија:
- Само не реци да волиш, 2022

## Дискографија
Албуми
- 2008 — Душан Свилар
- 2010 — Нисам ја добровољни давалац суза

Синглови
- Изнад просека (2007)
- Није вредно сине мој (2008) дует са Кемалом Монтеном
- Лело (2008)
- Роде ће се опет вратити - оригинална верзија (2008) са Миланом Станковићем, Миланом Динчићем и Немањом Стевановићем
- Роде ће се опет вратити - друга верзија (2010) са Јоцом Стефановићем, Миланом Динчићем и Стеваном Анђелковићем
- Погледај (2010)
- Моја судбина (2011) са Стеваном Анђелковићем, Браниславом Мојићевићем, Сашом Капором и Небојшом Војводићем
- Шта ти знаш о љубави (2014) Гранд фестивал 2014.
- Само не реци да волиш (Песма за Евровизију ’22)
- Глас Србије (2022) дует са Катарином Божић
- Знаш ли где је небо моје (2024) дует са Сањом Вучић, посвећен манастиру Тумане